# Фредерік Делькур
Фредерік Делькур (фр. Frédéric Delcourt, 14 лютого 1964) — французький плавець.
Призер Олімпійських Ігор 1984 року, учасник 1980 року.
Призер Чемпіонату Європи з водних видів спорту 1981 року.